# Setipinna paxtoni
Setipinna paxtoni är en fiskart som beskrevs av Wongratana, 1987. Setipinna paxtoni ingår i släktet Setipinna och familjen Engraulidae. Inga underarter finns listade i Catalogue of Life.